# آرمنیته
آرمنیته (به بلغاری: Armenite) یک منطقهٔ مسکونی در بلغارستان است که در شهرستان گابروو واقع شده است.